# Черноморская скорпена-ёрш
Черноморская скорпе́на-ёрш, или черноморский морской ёрш, или скорпида, или черноморская скорпена (лат. Scorpaena porcus), — вид лучепёрых рыб семейства скорпеновых, давшая название всему обширному семейству.

## Описание

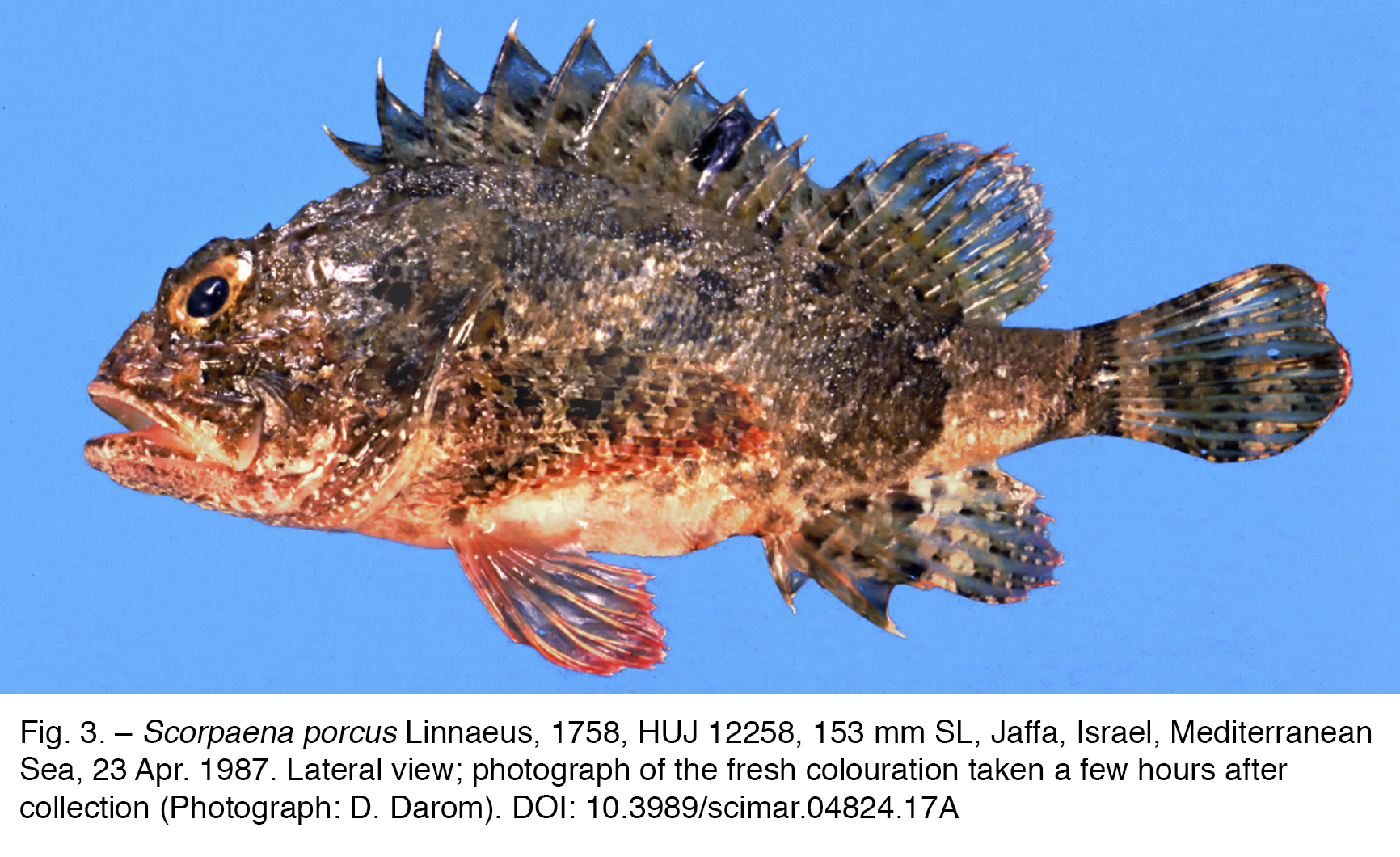

Максимальная длина тела 40,5 см, обычно — около 15 см. Максимальная зарегистрированная масса тела — 870 граммов. Плавательный пузырь отсутствует. Питается мелкими рыбами, ракообразными и другими беспозвоночными животными. Скорпена обладает интересными особенностями — она регулярно линяет, сбрасывая с себя — по-змеиному, чулком — износившуюся кожу, иногда до двух раз в месяц.

## Ареал и места обитания
Обитает в Восточной Атлантике, от Британских до Азорских островов, в Средиземном море и в Чёрном море, попадается иногда в Азовском море. Хищник. Держится в прибрежной зоне и большую часть времени проводит, лёжа в зарослях растительности на каменистом дне в ожидании добычи. Ранее была одной из самых распространённых рыб в прибрежной полосе, в настоящее время встречается значительно реже. Обладает исключительно вкусным мясом, но при чистке добытой рыбы необходимо соблюдать осторожность, поскольку её колючки, а также костные шипы на жаберных крышках содержат яд, вызывающий весьма ощутимую боль, а попавшая в ранку слизь — ещё и воспаление, поэтому к ней опасно прикасаться. 